# NGC 1843
NGC 1843 este o intermediate spiral galaxy⁠(d) situată în constelația Orion. A fost descoperită în 17 ianuarie 1877 de către Édouard Stephan⁠(d). Se află la o distanță de 35,92 de megaparseci de Pământ.